# 呉図南
呉 図南(ご となん、1884年 - 1989年, 呉 圖南)は、中国武術である楊式太極拳の武術家。
清のモンゴル人。喀喇沁左旗人。北京出身。名はウラブ（Ulabu、烏拉布）、原姓はウラハン（ulaγan、烏拉汗）。辛亥革命時に呉姓に改名し、名は滎培、字は図南。
清朝の武官の家系に生まれる。9歳から8年間は、楊家から独立前の呉鑑泉に学ぶ（呉鑑泉の血族ではない）。
次に、楊少侯に楊式太極拳を4年間学ぶ。張策に通背刀を学び、その後も様々な武術を学ぶ。
医者を目指すが、1920年北京西山万安小学校に勤める。1929年に南京の第一回全国武術国考に参加。
その後、南京中央国術館で指導する。中華人民共和国成立後は、北京故宮博物院専門委員となる。
1950年-1960年頃は、中国武術学会委員、全国体育科学学会武術学会委員、北京市武術協会副主席など歴任する。
「文革」中は、迫害をうけたが、その後北京文史館館員となる。
1984年には、中国武術協会から百歳の祝いと共に、「武術教育賞」を受賞する。
中国武術界の出来事に詳しく、著書も多い。